# Dwergjuffer
De dwergjuffer (Nehalennia speciosa) is een libellensoort uit de familie van de waterjuffers (Coenagrionidae), onderorde juffers (Zygoptera). Het is de kleinste libellensoort van Europa en uiterst zeldzaam. De wetenschappelijke naam werd in 1840 als Agrion speciosum gepubliceerd door Toussaint von Charpentier.
De soort staat op de Rode Lijst van de IUCN als gevoelig, beoordelingsjaar 2006. De trend van de populatie is volgens de IUCN dalend. De soort werd in Nederland als verdwenen beschouwd, maar in 2015 werd een kleine populatie in Oost-Nederland ontdekt. In België is de soort uitgestorven.

## Kenmerken
De dwergjuffer is tussen de 24 en 26 millimeter lang wat hem de kleinste libellensoort van Europa maakt. Het lichaam is niet enkel kort maar ook zeer dun en ook de vleugels zijn verhoudingsgewijs kort. Het achterlijf en borststukrug zijn grotendeels metaalglimmend groen van kleur. De schouderstrepen zijn meestal gereduceerd of afwezig en de dwergjuffer heeft bleke poten. De pterostigma's zijn eerst wit maar worden later lichtgrijs. De achteroogsvlekken zijn samengevloeid tot een gebogen streepje.
Bij de mannelijke exemplaren is achterlijfssegment 10 blauw. De segmenten 8 en 9 ook grotendeels blauw, maar aan de zijkant van deze segmenten loop het metaalgroen van de rest van het achterlijf in een wigvorm door. De ogen zijn aanvankelijk grijsblauw, later diepblauw. Jonge vrouwtjes zijn getekend zoals mannetjes, maar altijd herkenbaar door de aanwezigheid van een legapparaat. Bij oudere vrouwtjes worden de blauwe delen echter oranjebruin.
Larven overwinteren een of twee keer. Het uitsluipen gebeurt in Midden-Europa van midden mei tot eind juli, met een zwaartepunt in de tweede helft in juni. In Midden-Europa loopt de vliegtijd van midden mei tot eind augustus, met een piek in de periode midden juni tot eind juli.

## Habitat
De dwergjuffer leeft in voedselarme zeggenmoerassen, met een lage maar constante waterstand. Dergelijke situaties kunnen voorkomen in hoogveen, laagveen en verlandingszones van vennen. Belangrijk is een hoge dichtheid van kleine zeggensoorten (slijkzegge, draadzegge, snavelzegge en stijve zegge). Daartussen zijn kleine slenkjes aanwezig met ondergedoken waterplanten, vaak blaasjeskruiden.